# Sainte-Foy (Seine-Maritime)
Sainte-Foy település Franciaországban, Seine-Maritime megyében. Lakosainak száma 629 fő (2022. január 1.). Sainte-Foy Les Cent-Acres, La Chapelle-du-Bourgay, La Chaussée, Longueville-sur-Scie, Saint-Crespin, Saint-Honoré, Torcy-le-Grand és Torcy-le-Petit községekkel határos.

## Népesség
A település népessége az elmúlt években az alábbi módon változott:
| Lakosok száma | 568  | 575  | 588  | 593  | 606  | 620  | 625  | 625  | 629  |
|               | 2013 | 2015 | 2016 | 2017 | 2018 | 2019 | 2020 | 2021 | 2022 |